# Vidro vulcânico

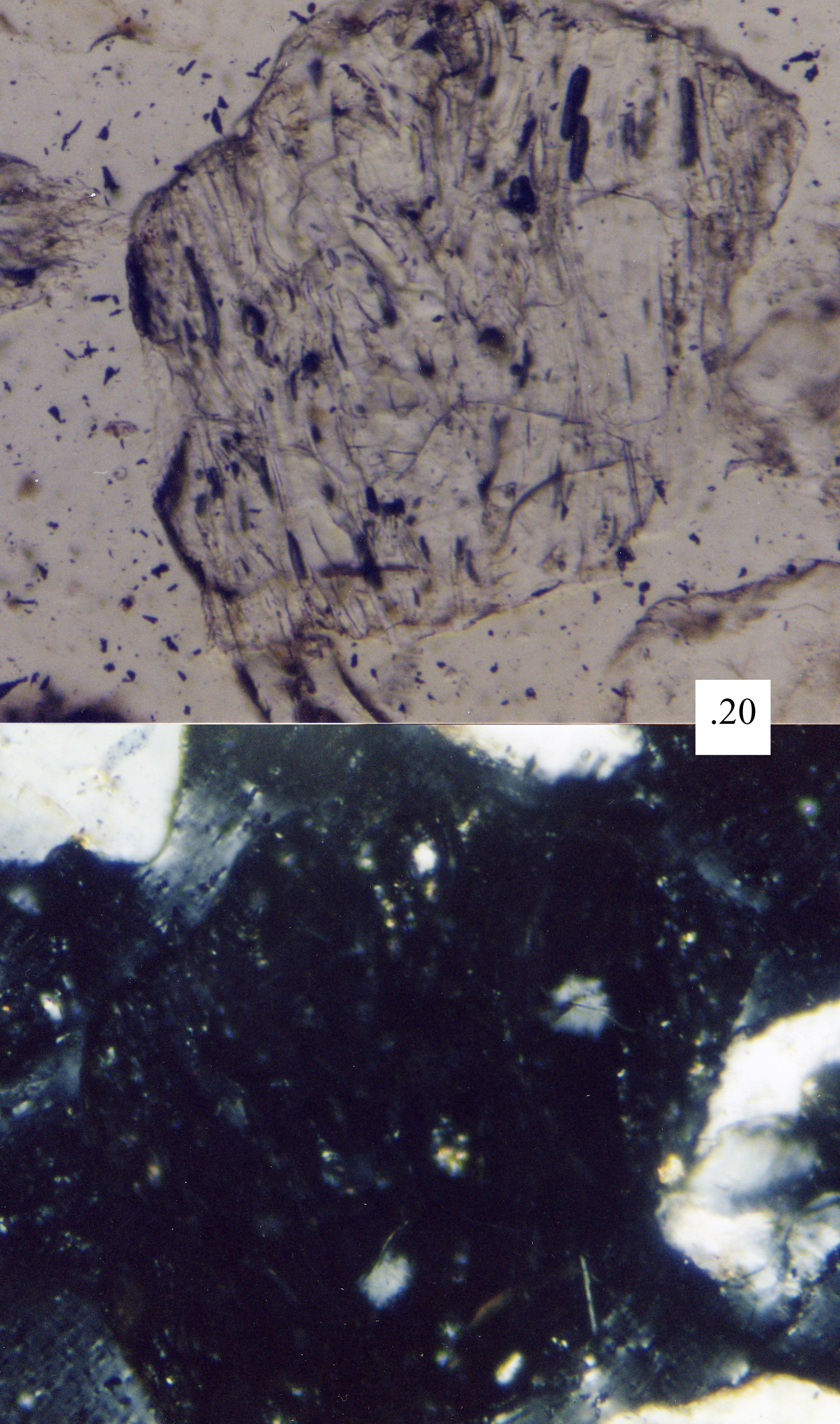
Um grão de vidro vulcânico observado microscópio petrográfico. A sua natureza amorfa provoca a extinção em luz de polarização cruzada (imagem inferior). Escala em milímetros.

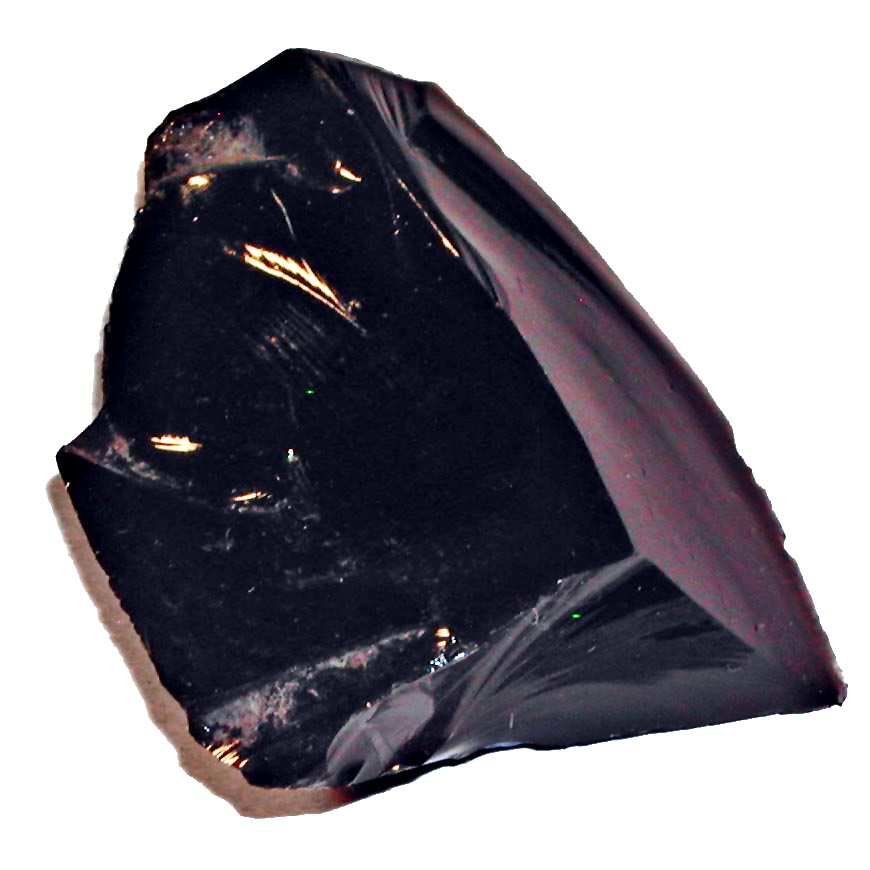
Obsidiana, o vidro vulcânico mais conhecido.

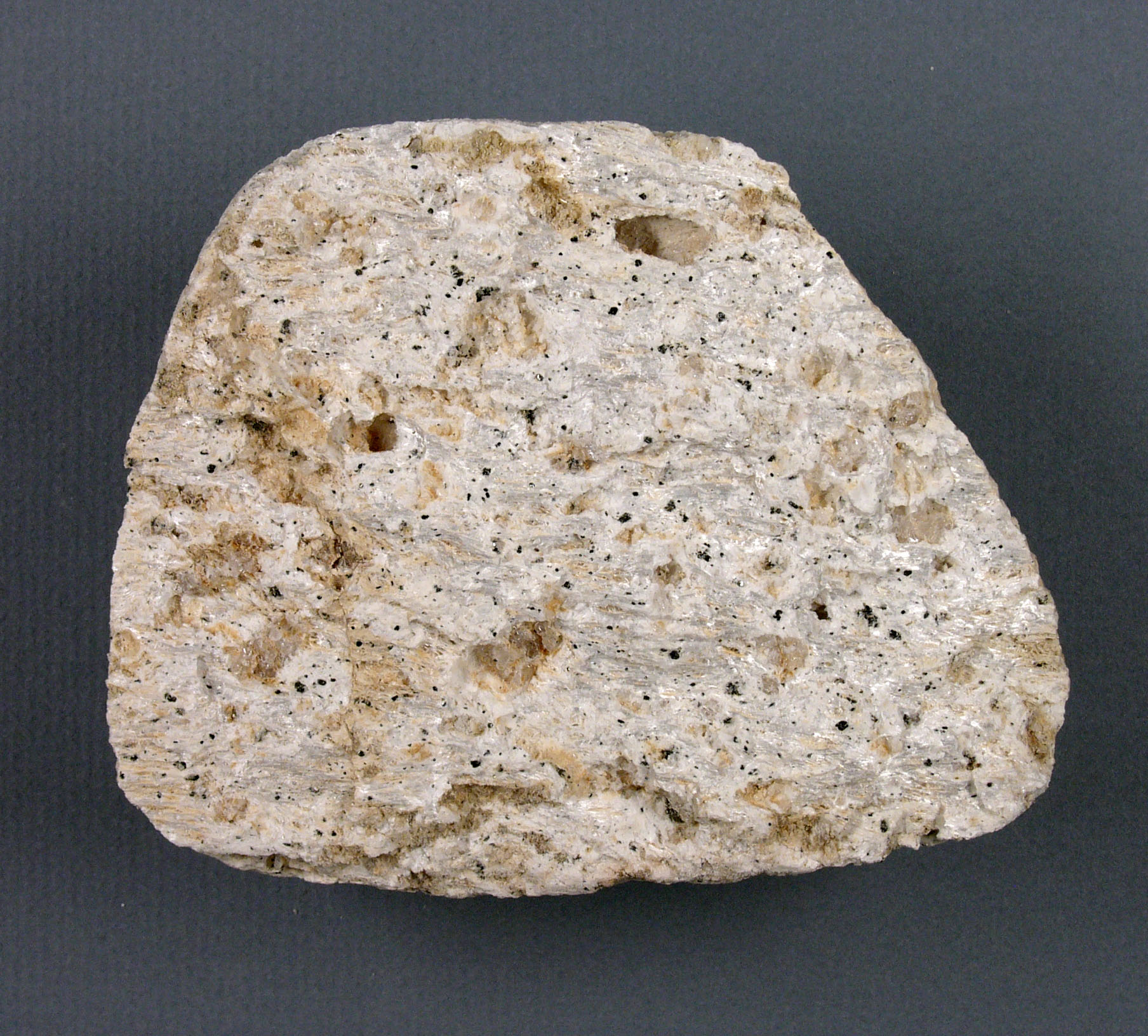
Pedra-pomes com fenocristais isolados de mica e de minerais do grupo dos zeólitos.

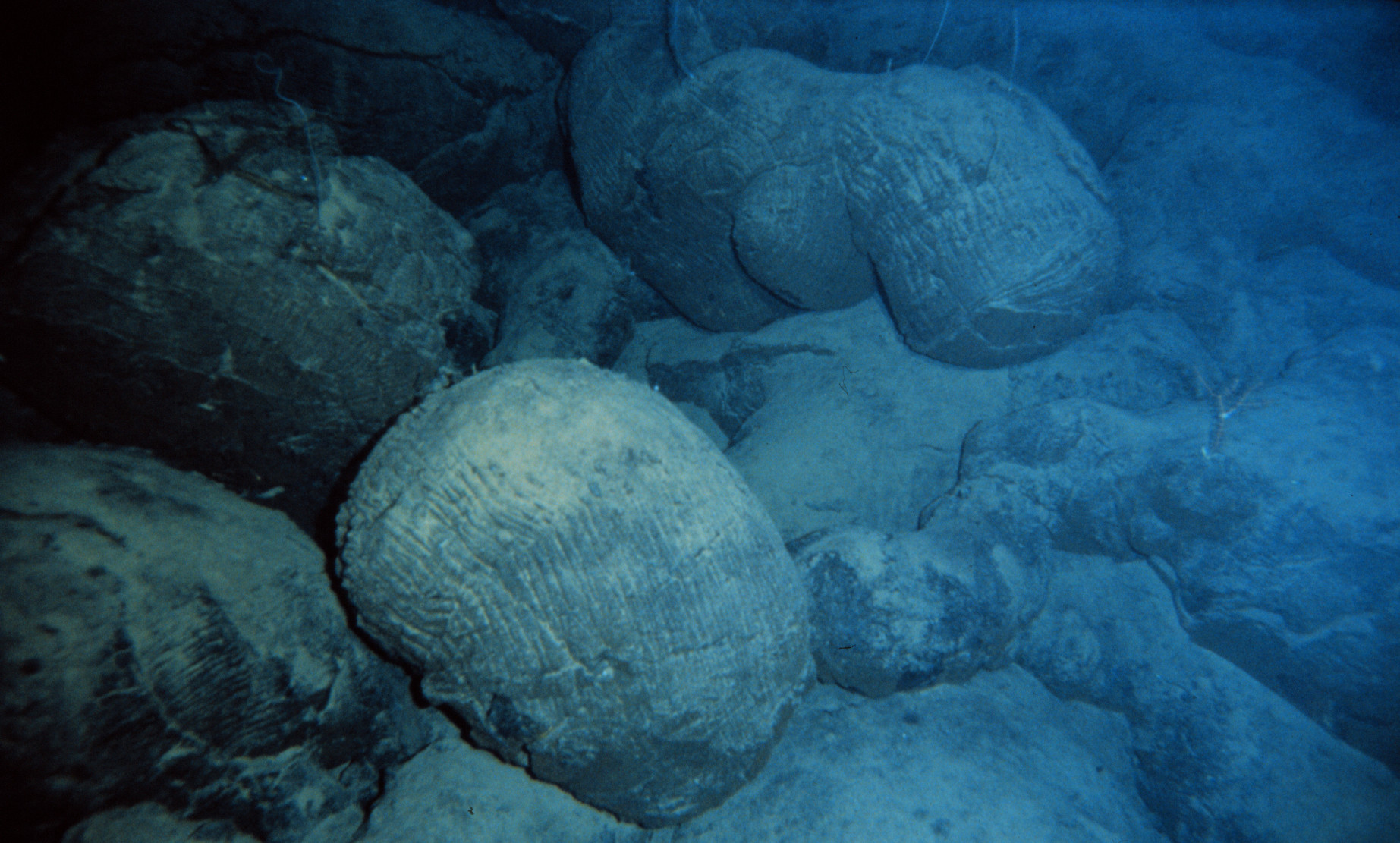
Lava em almofada, com um revestimento vítreo resultante do rápido arrefecimento.

Vidro vulcânico é a designação dada aos materiais vítreos, ou seja aos materiais considerados amorfos por não apresentarem estrutura cristalina, que formam os vários tipos de rochas ígneas vítreas que resultam do rápido arrefecimento e solidificação do magma. Como os restantes tipos de vidro, estes materiais apresentam um estado físico da matéria que é intermédio entre as formas compactas e altamente ordenadas dos cristais e as formas espacialmente desordenadas dos líquidos e gases. Quando usada em petrologia, a designação «vidro vulcânico» pode referir tanto os materiais intersticiais, a matriz,  de uma rocha vulcânica de textura do tipo afanítico (de grão fino) como qualquer um dos tipos de rochas ígneas vítreas.

## Descrição
Um vidro vulcânico é um vulcanito, isto uma rocha vulcânica (ou uma parte de uma rocha vulcânica) que não apresenta estrutura cristalina, sendo antes constituída por um material amorfo, tecnicamente considerado um vidro. Este tipo de rochas resulta do muito rápido arrefecimento ou endurecimento de uma lava ou magma, solidificando sem que decorra o tempo suficiente para que a cristalização pudesse ter lugar. Do ponto de vista da composição química, um vidro vulcânico não é um tipo separado de rocha, antes um tipo específico de trama. O exemplo mais conhecido de vidro vulcânico é a obsidiana.
Uma rocha pode ser completamente vítrea, nesse caso classificada como holovitrea/hialina  (neste caso em oposição a "holocristalina", a designação dada à rochas isentas de material vítreo), ou apenas parcialmente vítrea, sendo então classificada como hipovitrea/hialina. Sendo uma classificação com base nos dois extremos de um continuum, existem todas as formas de transição entre as rochas puramente holohialinas e rochas holocristalinas.
Numa rocha hipohialina, os cristais ocorrem apenas esporadicamente e em pequenas quantidades, que em determinadas circunstâncias podem formar uma trama de fluxo com uma textura com folheação laminar produzida pelo fluxo. As rochas com textura porfirítica em que os maiores grãos minerais ocorrem como fenocristais numa matriz vítrea são designadas por vitrófiros.
Para a formação de vidros vulcânicos é necessário um arrefecimento rápido da lava, o que  é conseguida na natureza principalmente através do contacto de lava com água ou com gelo glacial. Numa erupção vulcânica explosiva, as pequenas partículas de lava (tefra) endurecem durante o seu transporte através do ar.
Um exemplo típico é a ocorrência de vidros vulcânicos nas zonas de contacto entre o magma e água. Esse fenómeno está bem patente na formação das lavas em almofada presentes nas dorsais meso-oceânicas em resultado das erupção de vulcões submarinos. Também em vulcões subglaciais (como nas tuyas) ocorrem com abundância vidros vulcânicos. Na área de contacto superficial, embora a pequena escala, os corpos intrusivos (diques ou soleiras) podem desenvolver uma zona endurecimento vítrea, devido ao rápido arrefecimento em contacto com as rochas encaixantes frias, enquanto no interior arrefece mais lentamente produzindo uma rocha mais ou menos cristalina.
Os vidros vulcânicos formam-se a partir de materiais em fusão de composição diferente. O quimismo dos materiais siliciosos e a variação da sua viscosidade em função da sua riqueza em silício, leva à formação de vidros vulcânicos distintos em função dessa composição. Quando as condições de rápido arrefecimento estiverem presentes podem formar-se vidros vulcânicos a partir de qualquer material ígneo em fusão, sendo comuns os vidros vulcânicos de composição riolítica, traquítica, andesítica e fonolítica. Os vidros vulcânicos pobres em SiO2 são em geral de composição basáltica.
Um vidro vulcânico é essencialmente uma massa fundida super-arrefecida, que se encontra numa situação termodinâmica metaestável. As moléculas do vidro continuam num estado amorfo desordenado, como no material em fusão original e não na estrutura cristalina ordenada típica dos sólidos. Devido à sua metaestabilidade, o vidro vai evoluindo ao longo do tempo geológico no sentido de formar uma estrutura cristalina termodinamicamente estável por recristalização ou desvitrificação. A recristalização do vidro ocorre recorrendo à nucleação em torno de micro-cristais ou impurezas, resultando na formação de esferulitos radiais.

## Tipos
O tipo mais conhecido de vidro vulcânico é a obsidiana,  um vidro com elevado teor de sílica, e por isso muitas vezes designado simplesmente por «vidro vulcânico». Pedaços de obsidiana foram utilizado desde a Idade da Pedra para fins ornamentais e construção de ferramentas e armas. Contudo, existem muitos outros tipos de vidros vulcânicos, entre os quais: 
- Pedra-pomes, uma rocha esponjosa (parece uma espuma), microvesicular, de grande prosidade e muito baixa densidae (<1,0), considerada um vidro pois não apresenta estrutura cristalina;
- Taquilito, um vidro basáltico com conteúdo de sílica relativamente baixo, de composição semelhante aos basaltos, frequente na crosta de revestimento que se forma em torno das lavas em almofada;
- Sideromelano, uma forma menos comum de taquilito;
- Palagonite, um vidro basáltico com conteúdo silicioso relativamente baixo formado por hidratação (palagonitização) de outros tipos de vidro vulcânico de composição basáltica. É um material muito comum nos tufos vulcânicos dos Açores e da Islândia;
- Perlite, um material que se forma em resultado da alteração por hidratação da obsidiana, constituído por esférulas com alguns centímetros de diâmetro, com estrutura concêntrica formada por camadas distintas, produzindo uma estrutura semelhante a uma cebola;
- Hialoclastite, uma brecha hidratada tipo tufo composta por sideromelano e palagonite, formada por piroclastos formados em resultado da fragmentação da lava em contacto com água ou com gelo (num glaciar);
- Limburgite, uma rocha vulcânica hipocristalina, porfírica, de composição basanítica;
- Reticulite, uma espuma geralmente de natureza basáltica de elevada porosidade (pode chegar aoa 98%) e grande leveza.
- Retinite (ou pedra-pez), um paleovulcanito parcialmente desvitrificado e com até 10% de H2O. A retinite forma-se a partir da lenta hidratação de obsidiana geologicamente antiga.

Pela sua morfologia, alguns tipos de vidro vulcânico receberam nomes específicos:
- Cabelo de Pelé, longas fibras de vidro vulcânico, usualmente de composição basáltica;
- Lágrima de apache, um tipo de obsidiana nodular;
- Lágrimas de Pelé, gotas de vidro vulcânico, geralmente basáltico, em forma de lágrima;
- Limu o Pele (algas de Pelé), lâminas finas e escamas de vidro vulcânico castanho-esverdeado a quase transparente, geralmente de natureza basáltica.

## Literatura
- Richard V. Dietrich, Brian J. Skinner: Die Gesteine und ihre Mineralien. Ott Verlag, Thun 1979, ISBN 0-471-02934-3